# Yōko Mimura
Yōko Mimura (jap. 三村 容子, Mimura Yōko; * 15. November 1968 in Tokoro (heute: Kitami), Hokkaidō) ist eine japanische Curlerin (Wintersport). 
Ihr internationales Debüt hatte Mimura bei der Curling-Weltmeisterschaft der Damen 1995 in Brandon, sie blieb aber ohne Medaille. 
Im selben Jahr gewann sie bei der Pazifikmeisterschaft in Tokoro mit der Goldmedaille ihr erstes Edelmetall. 
Mimura spielte als Lead der japanischen Mannschaft bei den XVIII. Olympischen Winterspielen in Nagano im Curling. Die Mannschaft um Skip Mayumi Ōkutsu belegte den fünften Platz.

## Erfolge
- Pazifikmeisterin 1995, 1996, 1997